# NGC 2803
NGC 2803 este o galaxie lenticulară situată în constelația Racul. A fost descoperită în 21 martie 1784 de către William Herschel. Se află la o distanță de 126,04 de megaparseci de Pământ.